# Leon Engler

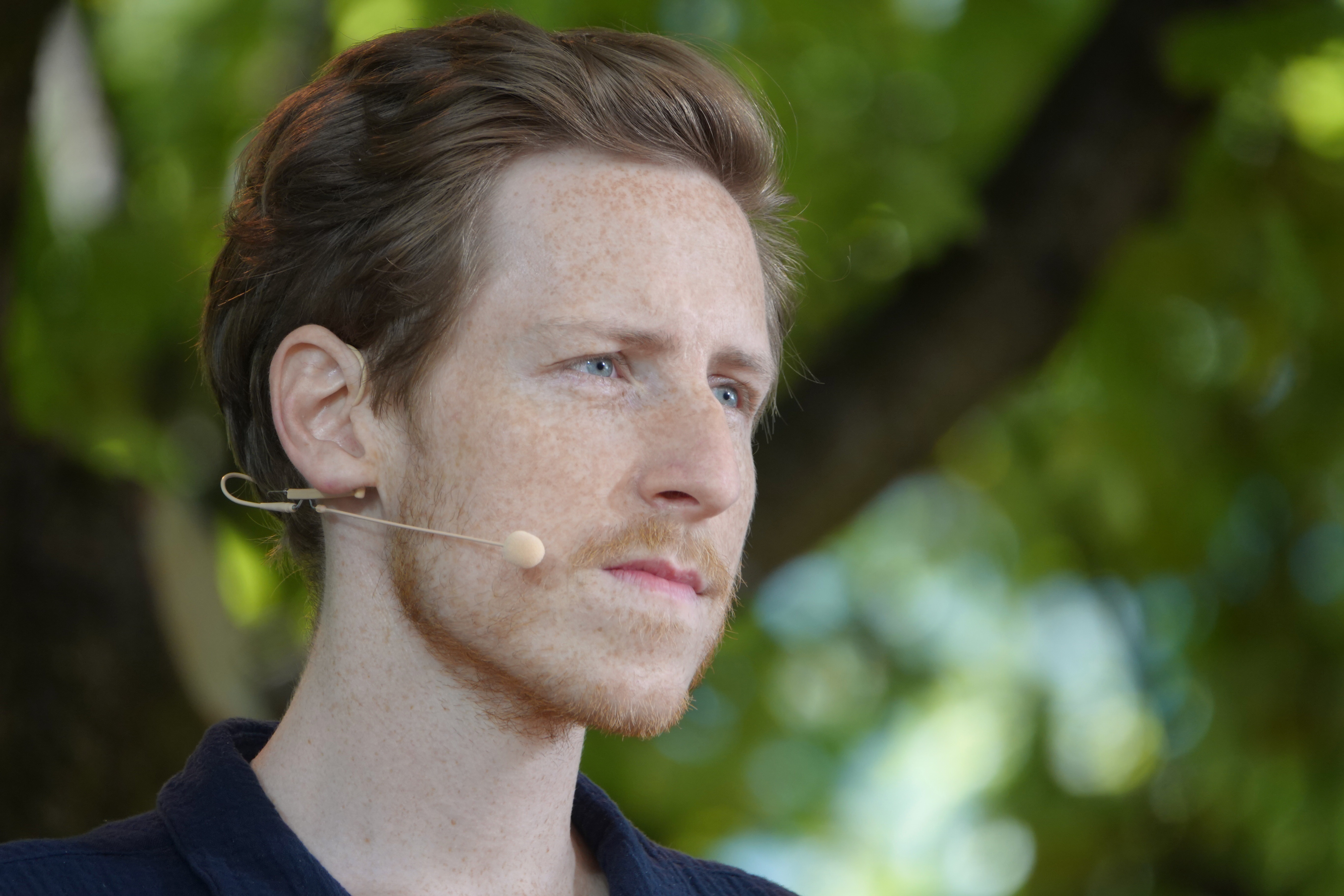
Leon Engler beim Ingeborg-Bachmann-Preis 2022

Leon Engler (* 1989 in Osterzell) ist ein deutscher Theater- und Hörspielautor und Dozent.

## Leben
Leon Engler wuchs in München auf. Als Neunzehnjähriger zog er nach New York, wo er für die Vereinten Nationen und das NYC College for Technology tätig war. Danach ging er nach Wien und Paris und studierte Theaterwissenschaften, sowie im Masterstudiengang Kulturwissenschaft in Berlin. Als Deutschlandstipendiat forschte er am Exzellenzcluster Bild-Wissen-Gestaltung der Humboldt-Universität an einer Maschine, die Gesichter analysieren und diesen literarische Porträts aus dem Gesamtwerk Franz Kafkas zuordnen kann. Außerdem schloss er ein Masterstudium der Psychologie in Köln und Berlin ab.
2011 wurde Engler ausgewählt, im Rahmen eines Programms der European Association of Creative Writing an der Schreibklasse fundamentals of poetry in Finnland teilzunehmen, 2011 und 2012 erhielt er das Leistungsstipendium der Universität Wien.
Mit seinem ersten Theaterstück X Jahre Kriegsfreiheit gewann Leon Engler 2013 den Jurypreis des Nachwuchswettbewerbs des Theaters Drachengasse. Wasserstoffbrennen, Englers zweites Theaterstück, wurde für den Deutschlandfunk Kultur als Hörspiel umgesetzt und für den Hörspielpreis der Kriegsblinden 2017 nominiert. Seine Theaterstücke wurden zum Stückemarkt des Berliner Theatertreffens und zum Heidelberger Stückemarkt eingeladen.
2018 nahm Engler einen Lehrauftrag am Institut für Theater-, Film- und Medienwissenschaft der Universität Wien an, wo er bis heute lehrt mit Fokus auf kreatives Schreiben und narrative Identität. 
In seinem Debütroman ‚Botanik des Wahnsinns‘ (2025) beschreibt der Erzähler seine Bemühungen, den Verrücktheiten zu entkommen, die seine Familiengeschichte prägten und von denen er sich bedroht fühlt. Um diese Gefahr zu bannen, greift er zur Lektüre von Freud, Nietzsche, Bachmann und Lacan. Laut NZZ ist dem Autor in seinem Roman trotz der düsteren Ausgangslage ein heiteres, sehr menschliches Buch geglückt.
Seine journalistische Arbeiten erschienen unter anderem auf Zeit Online, bei der FAS und in der Satiresendung ZDF Magazin Royale.
Auf Einladung von Philipp Tingler las Leon Engler beim Ingeborg-Bachmann-Preis 2022, wo er mit dem 3sat-Preis ausgezeichnet wurde.

## Theaterstücke (Auswahl)
- Wasserstoffbrennen, UA 1. Dezember 2014, Eine Koproduktion von Neues Theater Wien und Theater Drachengasse, Regie: Michael Schlecht
- Die Schattenseite meines Lebens als Lichtgestalt, UA 9. Mai 2016, Theater Drachengasse Wien, Regie: Michael Schlecht
- Abendstimmung Afrika Digitalprint, UA 07. Mai 2018, Drachengasse Wien, Regie: Michael Schlecht
- Die Benennung der Tiere, UA 10. Mai 2019, Neues Theater Halle, Regie: Ronny Jaubaschk
- Bier, UA 10. März 2020, Theater Nestroyhof / Hamakom, Regie: Michael Schlecht
- Hummer und Durst, UA 22.09.2023 Pfalztheater Kaiserslautern, Regie: Franziska Stuhr

## Hörspiele (Auswahl)
- 2016: Wasserstoffbrennen (auch Komposition) – Regie: Christine Nagel (Hörspielbearbeitung – Deutschlandradio)
- 2019: Bier – Regie: Martin Zylka (Original-Hörspiel – WDR)
- 2019: Das Gold am Arsch des Regenbogens (Hörspielbearbeitung – Orange 94.0)
- 2020: Hummer und Durst – Regie: Andrea Getto (Originalhörspiel – Deutschlandradio, EA auf Deutschlandfunk Kultur)
- 2022: Satellitenbilder deiner Kindheit (auch Komposition) – Regie: Jörg Schlüter, Leon Engler (Originalhörspiel – WDR)[19]. Auszeichnung: Hörspiel des Monats Februar 2022

## Weitere Veröffentlichungen
- Die Aussicht. Kurzgeschichte, DAS GRAMM #7, 2022.
- Botanik des Wahnsinns. Dumont Verlag, Köln 2025. 208 S.

## Weitere Auszeichnungen
- 2. Else-Lasker-Schüler-Stückepreis[20]
- Sonderpreis der Ärztekammer Wien[21]
- Albrecht-Lempp-Stipendium 2022[22]
- 3sat-Preis beim Ingeborg-Bachmann-Preis 2022[23]
- Stipendiat der Autor*innenwerkstatt Prosa des Literarischen Colloquium Berlin 2022[24]